# Cantó d'Ensisheim
El cantó d'Ensisheim (alsacià kanton Anze) és una divisió administrativa francesa situat al departament de l'Alt Rin i a la regió del Gran Est.

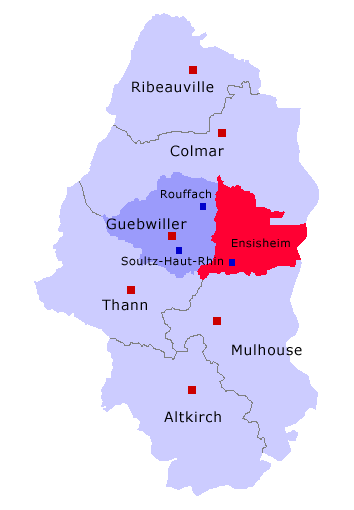
representació del cantó d'Ensisheim al districte de Guebwiller i al departament de l'Alt Rin

## Composició
El cantó aplega 17 comunes :
| Nom alsacià | Nom francès        | Nom alemany    |
| Anze        | Ensisheim          | Ensisheim      |
| Bílze       | Biltzheim          | Bilzheim       |
| Blodelse    | Blodelsheim        | Blodelsheim    |
| Fassene     | Fessenheim         | Fessenheim     |
| Hírzfalde   | Hirtzfelden        | Hirzfelden     |
| Maiene      | Meyenheim          | Meyenheim      |
| Mínkhüse    | Munchhouse         | Münchhausen    |
| Munwiller   | Munwiller          | Munweiler      |
| Neederanze  | Niederentzen       | Niederenzen    |
| Neederherge | Niederhergheim     | Niederhergheim |
| Oweranze    | Oberentzen         | Oberenzen      |
| Owerherge   | Oberhergheim       | Oberhergheim   |
| Pulversche  | Pulversheim        | Pulversheim    |
| Rexe        | Réguisheim         | Regisheim      |
| Roggehüse   | Roggenhouse        | Roggenhausen   |
| Rümersche   | Rumersheim-le-Haut | Rumersheim     |
| Reschehart  | Rustenhart         | Rustenhart     |

## Conseller general de l'Alt Rin
- 1998-2014: Michel Habig